# Strade Bianche 2012
La Strade Bianche 2012, sesta edizione della corsa, è stata disputata il 3 marzo 2012, per un percorso totale di 190 km. Il vincitore è stato lo svizzero Fabian Cancellara che ha terminato la gara in 4h44'59".

## Percorso
La gara con partenza da Gaiole in Chianti si conclude a Siena nella celebre Piazza del Campo, per una distanza complessiva di 190 km, percorrendo la componente più caratteristica della corsa, le strade bianche, 57,2 km, suddivise in otto settori:
- Settore 1 Radi: dal km 35 al 48,5 di km 13,5
- Settore 2: dal km 53,9 al 59,4 di km 5,5
- Settore 3 Lucignano d'Asso: dal km 82,3 al 94,2 di km 11,9
- Settore 4 Pieve a Salti: dal km 95,2 al 103,2 di km 8,0
- Settore 5 Monte Sante Marie: dal km 132,4 al 143,9 di km 11,5
- Settore 6 Montechiaro: dal km 163,7 al 167 di km 3,3
- Settore 7 Colle Pinzuto: dal km 170,4 al 172,8 di km 2,4
- Settore 8 Le Tolfe: dal km 176,7 al 177,8 di km 1,1

Il percorso è caratterizzato, oltre che dallo sterrato, da un tracciato molto ondulato e accidentato senza rettilinei significativi e con numerose curve. Il tracciato comprende brevi strappi con un'unica salita di una certa lunghezza, quella che porta a Montalcino in 4 km d'asfalto al 5%. Una ripida salita, con punti al 18% di pendenza, si conclude a Le Tolfe a 12 km dal traguardo. A due Km dall'arrivo si inizia l'ultima salita di Porta di Fontebranda con pendenza al 9%-10%, e punta massima in via di Santa Caterina (16%) a 500 metri dall'arrivo finale. Piazza del Campo, dove è posto l'arrivo, si raggiunge in leggera discesa transitando in via Banchi di Sotto.

## Squadre e corridori partecipanti
Le squadre ciclistiche iscritte erano quattordici, composte da otto corridori ciascuna. Di queste sette erano le squadre con licenza "UCI Pro Tour" e sette squadre rientravano nella fascia "UCI Professional Continental Team". Alla partenza si sono presentati 111 corridori, tra i quali 47 italiani. Sono stati tre i precedenti vincitori della corsa a prendere il via: Fabian Cancellara (edizione del 2008), Maksim Iglinskij (2010) e Philippe Gilbert (2011).
| N.    | Cod. | Squadra                   |
| ----- | ---- | ------------------------- |
| 1-8   | BMC  | BMC Racing Team           |
| 11-18 | ASA  | Acqua & Sapone            |
| 21-28 | AST  | Astana Pro Team           |
| 31-38 | COG  | Colnago-CSF Inox          |
| 41-48 | COL  | Colombia-Coldeportes      |
| 51-58 | FAR  | Farnese Vini-Selle Italia |
| 61-68 | GRM  | Team Garmin-Barracuda     |

| N.      | Cod. | Squadra             |
| ------- | ---- | ------------------- |
| 71-78   | LAM  | Lampre-ISD          |
| 81-88   | LIQ  | Liquigas-Cannondale |
| 91-98   | MOV  | Movistar Team       |
| 101-108 | PRO  | Project 1T4I        |
| 111-117 | RNT  | RadioShack-Nissan   |
| 121-127 | TT1  | Team Type 1-Sanofi  |
| 131-138 | UNA  | Utensilnord-Named   |

## Resoconto degli eventi
La prima metà della corsa è stata caratterizzata da una fuga di un gruppetto di dodici ciclisti: Marco Pinotti, Valerio Agnoli, Gabriele Bosisio, Borut Božič, Marco Coledan, Claudio Corioni, Kevin Hulsmans, Massimo Graziato, Jarlinson Pantano, Juan Pablo Suárez, Ramon Sinkeldam, Ben Hermans. Esauritasi questa iniziativa, nel corso del quinto settore di sterrato è stato Alessandro Ballan a fare il forcing. La selezione imposta dall'ex campione del mondo ha portato alla formazione di un gruppo con lo stesso Ballan, Fabian Cancellara, Maksim Iglinskij, Daniele Bennati, Oscar Gatto, Francesco Ginanni, Vincenzo Nibali, Francesco Reda, Roman Kreuziger, Pantano, Huslmans e Francesco Failli. Tornati sull'asfalto, un gruppetto d'inseguitori rinveniva sui primi, tra questi Greg Van Avermaet, Giovanni Visconti ed Elia Favilli.
A 40 km dall'arrivo iniziava una fuga a due con Daniel Oss e Bennati. Su una breve e ripida salita, però, Oss perdeva la ruota del compagno d'attacco, il quale diventava protagonista di una fuga importante per la strategia di squadra, favorendo il capitano Cancellara, che a lungo restava passivo nella scia degli inseguitori. Bennati arrivava ad accumulare un vantaggio superiore al minuto ma doveva ammainare bandiera bianca sotto la spinta data all'inseguimento dai ciclisti della BMC. A 16 km dall'arrivo la fuga di Bennati aveva termine. Ma era sull'ultimo tratto di sterrato che si decideva l'edizione 2012 delle Strade Bianche. Dopo un attacco di Van Avermaet, era Cancellara ad attaccare decisamente lungo la impegnativa salita delle Tolfe, la prima parte con fondo sterrato. Ormai alle porte di Siena, gli ultimi dodici km sono stati una cronometro per lo svizzero di origine italiana, nulla potendo più temere dalla ripidissima salita di Via Santa Caterina. Alle sue spalle, dopo un inconcludente tentativo d'inseguimento, per il secondo posto in Piazza del Campo, Iglinskij precedeva Oscar Gatto.

## Ordine d'arrivo (Top 10)
| Pos. | Corridore         | Squadra      | Tempo    |
| ---- | ----------------- | ------------ | -------- |
| 1    | Fabian Cancellara | RadioShack   | 4h44'59" |
| 2    | Maksim Iglinskij  | Astana       | a 42"    |
| 3    | Oscar Gatto       | Farnese Vini | s.t.     |
| 4    | Alessandro Ballan | BMC          | a 46"    |
| 5    | Greg Van Avermaet | BMC          | a 48"    |
| 6    | Roman Kreuziger   | Astana       | a 1'03"  |
| 7    | Francesco Reda    | Acqua & Sap. | a 1'45"  |
| 8    | Elia Favilli      | Farnese Vini | a 1'47"  |
| 9    | Francesco Ginanni | Acqua & Sap. | s.t.     |
| 10   | Johan Vansummeren | Garmin       | a 1'57"  |